# Томсон (Іллінойс)
Томсон (англ. Thomson) — селище (англ. village) в США, в окрузі Керролл штату Іллінойс. Населення — 1610 осіб (2020).

## Географія
Томсон розташований за координатами 41°58′22″ пн. ш. 90°6′42″ зх. д. / 41.97278° пн. ш. 90.11167° зх. д. (41.972716, -90.111742).  За даними Бюро перепису населення США в 2010 році селище мало площу 6,18 км², уся площа — суходіл.

## Демографія
Згідно з переписом 2010 року, у селищі мешкало 590 осіб у 236 домогосподарствах у складі 159 родин. Густота населення становила 96 осіб/км².  Було 260 помешкань (42/км²).
Расовий склад населення:
| - 93,4 % — білих - 3,2 % — чорних або афроамериканців - 1,2 % — корінних американців - 0,3 % — азіатів |

До двох чи більше рас належало 1,0 %. Частка іспаномовних становила 2,9 % від усіх жителів.
За віковим діапазоном населення розподілялося таким чином: 21,2 % — особи молодші 18 років, 59,3 % — особи у віці 18—64 років, 19,5 % — особи у віці 65 років та старші. Медіана віку мешканця становила 39,6 року. На 100 осіб жіночої статі у селищі припадало 106,3 чоловіків;  на 100 жінок у віці від 18 років та старших — 107,6 чоловіків також старших 18 років.
Середній дохід на одне домашнє господарство  становив 63 728 доларів США (медіана — 56 250), а середній дохід на одну сім'ю — 77 460 доларів (медіана — 60 208). Медіана доходів становила 50 595 доларів для чоловіків та 27 917 доларів для жінок. За межею бідності перебувало 19,1 % осіб, у тому числі 27,9 % дітей у віці до 18 років та 0,0 % осіб у віці 65 років та старших.
Цивільне працевлаштоване населення становило 302 особи. Основні галузі зайнятості: виробництво — 34,8 %, освіта, охорона здоров'я та соціальна допомога — 12,6 %, роздрібна торгівля — 10,3 %, транспорт — 9,6 %.